# مبيدات نباتية

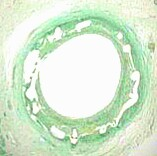

الفيتونسيد أو المبيدات النباتية (بالإنجليزية: Phytoncide)‏، هي عبارة عن مركبات عضوية متقلبة مضادة للميكروبات مشتقة من النباتات. والتي تعني «إبادة النبات»، قام بصياغتها الدكتور بوريس ب. توكين، عالم الكيمياء الحيوية الروسي من جامعة لينينغراد في عام 1928. وجد أن بعض النباتات تنبعث منها مواد نشطة للغاية تمنعها من التعفن أو التهام بعض الحشرات والحيوانات.

## الظهور والاستخدام
التوابل، والبصل، والثوم، وشجرة الشاي، والبلوط، وخشب الأرز، والخروب، والصنوبر، والعديد من النباتات الأخرى تنبعث منها المبيدات النباتية.
يحتوي الثوم على الأليسين وثاني كبريتيد الديليل. و تحتوي الصفيراء الشجرية على الصوفيرافلافانون جي «مبيد حيواني متطاير». كما يحتوي الصنوبر على ألفا بينين، كارين، الميرسين، وغيرها من التربين. أكثر من 5000 مادة متطايرة، تدافع عن النباتات المحيطة بها من البكتيريا، والفطريات، والحشرات.
المبيدات النباتية تعمل عن طريق منع نمو الكائن الحي المهاجم، و تستخدم بشكل موسع في الطب الروسي، والأوكراني، والكوري، والصيني، والياباني، يشمل الطب البديل، وطب الروائح، والطب البيطري.